# Еди Айкау
Еди Айкау (на английски: Eddie Aikau) e американски спасител и сърфист от Хавайските острови.
Като първи спасител в залива Уаймеа на остров Оаху, той спасява над 500 души и става известен със сърфинга си на големия хавайски сърф, спечелвайки няколко награди, включително победител в шампионата за сърфинг на Дюк Каханамоку през 1977 г.

## Живот
Роден е в Кахулуи, Хаваи. Айкау е третото дете на Соломон и Хенриета Айкау. Той е потомък на Хуауава, кахуна нуй (първосвещеник) на крал Камехамея I и неговия наследник Камехамея ІІ. Айкау се научава как да сърфира на пристанището в Кахулуи. През 1959 г. се премества в Оаху със семейството си, а на 16-годишна възраст напуска училище и започва да работи в консервна фабрика за ананас. Парите му позволяват да купи първия си сърф. През 1968 г. той става първият спасител, нает от градската управа и окръга на Хонолулу, за да работи на Северния бряг. Градът и окръг Хонолулу дават на Айкау задачата да покрие всички плажове между Сънсет и Халейва. Не е изгубен нито един живот, докато служи като спасител в залива Уаймеа, като той се бори с вълни, които често достигат до височина 9,1 метра или повече. През 1971 г. Айкау е обявен за спасител на годината.

## Изгубен в морето
През 1978 г. Полинезийското военно дружество търси доброволци за 30-дневно пътуване на 4000 километра, за да се следва древният маршрут на полинезийската миграция между хавайските и таитските островни вериги. На 31-годишна възраст, Еди Айкау се присъединява към плаването като член на екипажа. „Хокулеа“ напуска Хавайските острови на 16 март 1978 г. Кануто се обръща на около 20 км, южно от остров Молокаи. В опит да получи помощ, Айкау се качва на своя сърф. Макар че останалата част от екипажа по-късно е спасена от бреговата охрана, Айкау не е открит. Той оставя спасителната си жилетка, тъй като тя му пречи да сърфира. Последвалото издирване на Айкау е най-голямото по въздух и море в Хавайската история.